# Rezvani Beast
Rezvani Beast – samochód sportowy klasy kompaktowej, a następnie klasy średniej produkowany pod amerykańską marką Rezvani w latach 2015–2020 oraz ponownie od 2024 roku jako druga generacja.

## Pierwsza generacja
Rezvani Beast I został zaprezentowany po raz pierwszy w 2014 roku.
Projekt niewielkiego samochodu sportowego został zrealizowany z inicjatywy irańsko-amerykańskiego przedsiębiorcy Ferrisa Rezvaniego. Pracując nad techniką zdecydowano się nawiązać współpracę z brytyjskim Arielem, na którego platformie i podzespołach technicznych dedykowanych modelowi Atom opracowano Rezvani Beast.
Samochód przyjął postać dwudrzwiowego, dwumiejscowego roadstera z agresywną sylwetką bogato zdobioną w przetłoczenia oraz wloty powietrza, przy czym dla zachowania niskiej masy całkowitej nadwozie wykonane zostało z włókna węglowego. Za projekt stylistyczny Rezvani Beast odpowiedzialny był azerski projektant Samir Sadikhov. Na wypadek niesprzyjających warunków atmosferycznych, fotele pokryto wodoodporną tapicerką.
Gamę silnikową Beasta utworzyły dwie jednostki napędowe pochodzące od zewnętrznych dostawców. Jeden to dwulitrowy, turbodoładowany silnik czterocylindrowy o mocy 315 KM rozpędzający pojazd do 100 km/h w 2,9 sekundy, z kolei drugi to jednostka o pojemności 2,4 litra, która osiąga 100 km/h w 2,7 sekundy.

### Warianty
We wrześniu 2015 roku Rezvani Motors przedstawiło nowy wariant Beast w postaci mniej wyczynowego, dynamiczniej stylizowanego Rezvani Beast Speedster. Samochód wyposażono w silnik o pojemności 2,4 litra, który pozwala dzięki mocy 300 KM rozpędzić się do 100 km/h w 3,5 sekundy. Cena pojazdu wynosiła jednak więcej niż zwykłe Beasty, równając się 139 000 dolarów.
Dwa miesiące później, w listopadzie 2015 roku ofertę rozbudował bardziej wyczynowy roadster Rezvani Beast X, napędzane zmodyfikowanym rozpędzającym się do 100 km/h w 2,5 sekundy 2,4 litrowym silnikiem benzynowym o mocy 700 KM dzięki wykorzystaniu dwóch turbosprężarek firmy Garret. Cena pojazdu była wyraźnie wyższa, wynosząc 325 000 dolarów.
W listopadzie 2016 roku przedstawiono kolejną odmianę Beast, tym razem w postaci zamkniętego dwudrzwiowego coupe Rezvani Beast Alpha. Samochód wyróżnił się odchylanymi do przodu drzwiami, a także 2,4 litrowym silnikiem Hondy rozwijającym moc 500 KM. Cena pojazdu wynosiła 200 tysięcy dolarów.
W lutym 2018 roku linię specjalnych odmian zwieńczyła 2-drzwiowa targa o nazwie Rezvani Beast Alpha X Blackbird. Otrzymała ona zgodnie z nazwą czarny lakier, z kolei pod kątem technicznym wykorzystano tym razem jednostkę napędową firmy Cosworth o pojemności 2,4 litra i mocy 700 KM. Cena pojazdu wyniosła 225 000 dolarów.

### Sprzedaż
Rezvani Best nabyć można było wyłącznie w Stanach Zjednoczonych za cenę minimalnie 99 500 dolarów i maksymalnie 124 900 dolarów. Produkcją całej rodziny modelowej Rezvani Beast zajmowały się zakłady produkcyjne amerykańskiego przedsiębiorstwa w kalifornijskim mieście Santa Ana.

### Silniki
- R4 2.0l Honda
- R4 2.4l Honda
- R4 2.4l Cosworth

## Druga generacja
Rezvani Beast II został zaprezentowany po raz pierwszy w 2024 roku.
Po czterech latach przerwy, Rezvani Beast powróciło do produkcji jako wyraźnie większy, średniej wielkości samochód sportowy będący bliźniaczą wersją ósmej generacji Chevroleta Corvette. Samochód zyskał obszerne modyfikacje w stylizacji, podobnie jak poprzednik zyskując bardziej szpiczasty przód z nisko osadzonymi reflektorami. Tył zyskał charakterystyczne, wąskie reflektory i umieszczone skośnie podwójne końcówki wydechu.
Kabina pasażerska otrzymała charakterystyczny wolant w miejscu tradycyjnego koła kierownicy, a dla odróżnienia od projektu Chevroleta zastosowano inne materiały wykończeniowe skoncentrowane głównie na alcantarze.
Do napędu samochodu wykorzystano 6,2 litrowy silnik V8 konstrukcji General Motors, który został zmodyfikowany i rozwinął 1000 KM mocy. 8-stopniowa dwusprzęgłowa przekładnia firmy Tremec została przystosowana do osiągnięcia 100 km/h w 2,5 sekundy i przebycia dystansu ćwierć mili w 9,6 sekundy według danych producenta.

### Sprzedaż
Rezvani Beast zostało zbudowane z myślą o limitowanej, małoseryjnej produkcji ograniczonej do 25 sztuk. Podstawowy egzemplarz wyceniono w momencie premiery na 485 tysięcy dolarów, a podobnie jak przy innych produktach Rezvani przewidziano szeroki zakres personalizacji obejmujący m.in. kuloodporne nadwozie oraz szyby.

### Silnik
- V8 6.2l 1000 KM